# Naděžda

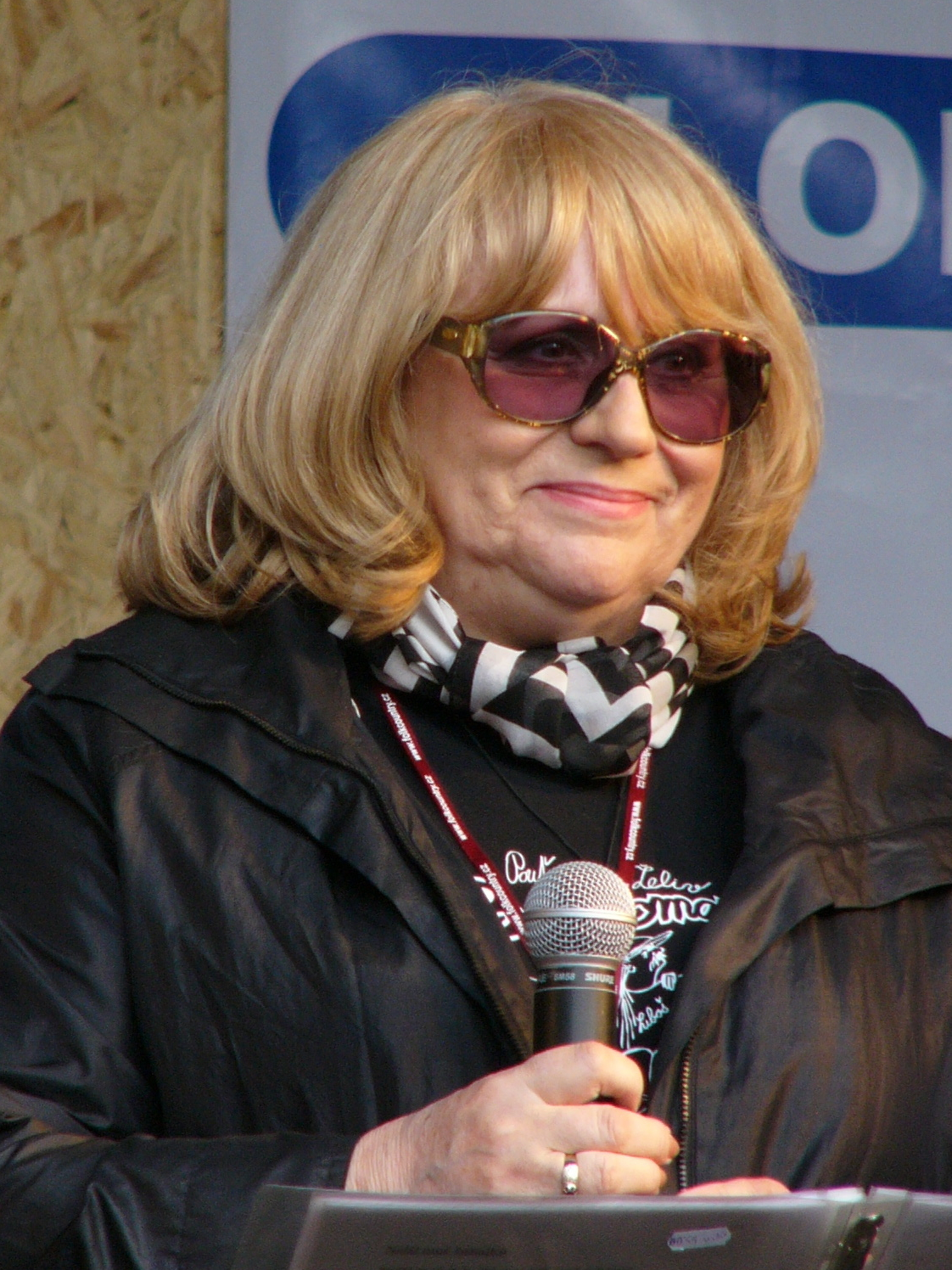
Naďa Urbánková, česká zpěvačka

Naděžda, často ve zkrácené podobě Naďa, je slovanské rodné jméno ve významu „Naděje“. Jeho původ leží v doslovném staroslověnském překladu jména Elpis stejného významu, přičemž v ruštině pak došlo ke vzniku podoby Надежда Naděžda. Má své obdoby i v dalších slovanských jazycích, příkladem je sporadicky používané české Naděje. K dalším jménům se stejným významem patří anglické Hope, španělské Esperanza nebo perské Omíd.
V Česku jsou jména Naděžda a Naďa oblíbena, především ve starší generaci. V roce 2016 žilo v Česku 17 893 nositelek prvního jména, přičemž vrchol popularity zažívalo v 50. letech 20. století a od 90. let se nově narozeným dívkám téměř přestalo dávat.. V témže roce žilo 2096 nositelek jména Naďa, které zažilo svůj vrchol na přelomu 70. a 80 let a od 90. let jeho užití také výrazně kleslo. Mezi domácí podoby patří Naďka, Naděn(k)a, Naďul(k)a, Naja, Naněnka, Nadina a další.  Naďa může být také používána jako zdrobnělina jména Natálie. Jmeniny slaví 17. září.
Mezi různé podoby jména patří:
- Naďa (bulharština, slovenština, srbochorvatština)[1]
- Naděžda (ruština)[1]
- Nadia (angličtina, francouzština, italština, nizozemština, španělština, švédština)[1]
- Nadinka (maďarština)[1]
- Nadja (němčina)[1]
- Nádja (maďarština)[1]
- Nad(j)eschda (němčina, švédština)[1]
- Nadzieja (polština)[1]

## Známé nositelky jména
- Naďa Hajdašová – česká tanečnice
- Naďa Hynková Dingová – tlumočnice českého znakového jazyka
- Naďa Konvalinková – česká herečka
- Naďa Urbánková – česká zpěvačka
- Naděžda Chmelařová – česká herečka
- Naděžda Gajerová – česká herečka
- Naděžda Krupská – ruská politička
- Naděžda Munzarová – česká herečka
- Naděžda Tolokonnikovová – ruská umělkyně
- Nadia Comaneciová – rumunská gymnastka
- Nadija Savčenková – ukrajinská politička
- Nadja Tillerová – rakouská herečka